# Choky Ice
Choky Ice, né le 23 avril 1972 à Miskolc en Hongrie, est un acteur de films pornographiques. Avant d'entrer dans l'industrie du film pornographique, il a travaillé comme mannequin. Il est notamment apparu dans des projets comme Porn Wars (épisodes 2 et 3).

## Récompense et nominations
| Année | Prix        | Catégorie                                             | Film                          | Résultat |
| ----- | ----------- | ----------------------------------------------------- | ----------------------------- | -------- |
| 2002  | AVN Award   | Meilleure scène de sexe dans une production étrangère | Christoph's Beautiful Girls 2 | Nommé    |
| 2003  | Venus Award | Meilleur acteur européen                              |                               | Nommé    |
| 2004  | Venus Award | Meilleur acteur européen                              |                               | Nommé    |
| 2004  | AVN Award   | Meilleure scène de sexe dans une production étrangère | The Girls of Desire           | Nommé    |
| 2007  | AVN Award   | Meilleur scène de sexe dans une production étrangère  | Big Natural Tits 15           | Nommé    |
| 2009  | AVN Award   | Meilleure scène de sexe dans une production étrangère | Gang Bang Junkies             | Nommé    |
| 2009  | Hot d'Or    | Meilleur nouvel acteur européen                       | Sex and High Speed            | Lauréat, |
| 2010  | AVN Award   | Meilleure scène de sexe dans une production étrangère | Anita Pearl Is Fresh on Cock  | Nommé    |
| 2010  | AVN Award   | Meilleure scène de sexe dans une production étrangère | Eurozotic                     | Nommé    |
| 2010  | AVN Award   | Acteur étranger de l'année                            |                               | Nommé    |
| 2011  | AVN Award   | Acteur étranger de l'année                            |                               | Nommé    |
| 2012  | AVN Award   | Meilleure scène de sexe dans une production étrangère | Elegance                      | Nommé    |
| 2012  | AVN Award   | Acteur étranger de l'année                            |                               | Nommé    |
| 2013  | AVN Award   | Acteur étranger de l'année                            |                               | Nommé    |